# Liljeväxter
Liljeväxter (Liliaceae) är en familj med enhjärtbladiga växter. Bland liljeväxterna finns många prydnadsväxter. Blommorna är tvåkönade och röda, orange, gula eller vita. Liljeväxterna är fleråriga och har lök. I Sverige finns inga vildväxande arter, men fyra släkten finns förvildade: klockliljesläktet (Fritillaria), liljesläktet (Lilium), tulpansläktet (Tulipa) och vårlökssläktet (Gagea).
De är enhjärtbladiga, fleråriga örter. Många av dem lagrar resurser i lökar. Växterna i den här familjen har i evolutionen utvecklat ganska stor morfologisk variationsrikedom, trots ganska likartad genetik. Bland de gemensamma egenskaperna finns stora blommor vars delar är arrangerade i tretalig symmetri: sex färgade eller mönstrade hylleblad (det finns ingen tydlig åtskillnad mellan kronbladen och foderbladen) i två kransar, sex ståndare och ett överliggande fruktämne. Bladen är linjära till formen, med nerverna vanligtvis arrangerade parallellt med kanterna, de sitter enstaka, alternerande på stjälken, eller i en rosett vid basen. De flesta arterna växer från en lök, men några har jordstam. 
Familjen Liljeväxter innehåller 15 släkten och omkring 705 arter.). Den första gången familjen beskrevs vetenskapligt var 1789. Den blev då en parafyletisk uppsamlingsgrupp med alla de enhjärtbladiga växter med stora hylleblad som inte passade in i någon av de redan definierade grupperna med dessa egenskaper. Många av släktena har numera överförts till andra, såsom lökväxter och hyacintväxter. Men som en följd av den tidiga definitionen finns det många beskrivningar som använder beteckningen "Liliaceae" i en mycket bredare mening än den nu gällande vetenskapliga definitionen. 
Familjen uppkom för ungefär 52 miljoner år sedan i evolutionshistorien, under de geologiska perioderna yngre krita och paleocen. Liljeväxterna har stor spridning, framför allt i tempererade områden på norra halvklotet. Blommorna pollineras av insekter. Många liljeväxter är viktiga prydnadsväxter som odlas i stora antal för sina tilltalande blommor och säljs även i form av snittblommor och som torra lökar. Detta gör dem också till betydande ekonomiska produkter. En del arter bland liljesläktet och tulpaner är särskilt populära och förekommer ofta i målningar och dekor. 
En del av arterna är giftiga om de ätes och kan inverka skadligt på hälsan hos människor och deras husdjur.

## Systematik
Familjen delas in i tre underfamiljer, två tribus och ett antal släkten:
- underfamilj Calochortoideae
  - släkte Feliljesläktet (Prosartes)
  - släkte Prärieliljesläktet (Calochortus)
  - släkte Skruvramssläktet (Streptopus)
  - släkte Skuggliljesläktet (Tricyrtis)
  - släkte Scoliopus
- underfamilj Medeoloideae
  - släkte Medeolasläktet (Medeola)
  - släkte Skogsögonsläktet (Clintonia)
- underfamilj Lilioideae
  - tribus Tulipeae
    - släkte Hundtandsliljesläktet (Erythronium)
    - släkte Tulpansläktet (Tulipa)
    - släkte Vårlökssläktet (Gagea)
    - släkte Lloydia

  - tribus Lilieae
    - släkte Fjärilsliljesläktet (Nomocharis)
    - släkte Jätteliljesläktet (Cardiocrinum)
    - släkte Klockliljesläktet (Fritillaria)
    - släkte Liljesläktet (Lilium)
    - släkte Notholirion